# Еџворт (Пенсилванија)
Еџворт (енгл. Edgeworth) град је у америчкој савезној држави Пенсилванија.

## Демографија
По попису из 2010. године број становника је 1.680, што је 50 (-2,9%) становника мање него 2000. године.
| Група             | 2000.         | 2010.         |
| Белци             | 1.645 (95,1%) | 1.608 (95,7%) |
| Афроамериканци    | 34 (2,0%)     | 17 (1,0%)     |
| Азијати           | 16 (0,9%)     | 12 (0,7%)     |
| Хиспаноамериканци | 15 (0,9%)     | 27 (1,6%)     |
| Укупно            | 1.730         | 1.680         |